# Schmalblättriges Schneeglöckchen
Das Schmalblättrige Schneeglöckchen (Galanthus angustifolius) ist eine Pflanzenart aus der Gattung der Schneeglöckchen (Galanthus) in der Familie der Amaryllisgewächse (Amaryllidaceae).

## Merkmale
Das Schmalblättrige Schneeglöckchen ist eine ausdauernde krautige Pflanze, die Wuchshöhen von 9 bis 13 Zentimeter erreicht. Dieser Geophyt bildet eine Zwiebel als Überdauerungsorgan aus.
Die einfachen Laubblätter messen zur Blütezeit (3,5) 5,5 bis 8 × (0,2) 0,35 bis 0,5 Zentimeter. Die äußeren Blütenhüllblätter messen 1 bis 2 (2,3) × 0,4 bis 0,7 Zentimeter.
Die Blütezeit reicht von März bis Mai.
Die Chromosomenzahl beträgt 2n = 24.

## Vorkommen
Das Schmalblättrige Schneeglöckchen kommt im Nord-Kaukasus von Daghestan bis Nord-Ossetien in Falllaubwäldern und oft an Flüssen und Bächen in Höhenlagen von 700 bis 1000 Meter vor.

## Nutzung
Das Schmalblättrige Schneeglöckchen wird selten als Zierpflanze in botanischen Gärten kultiviert.